# Stenebyälven

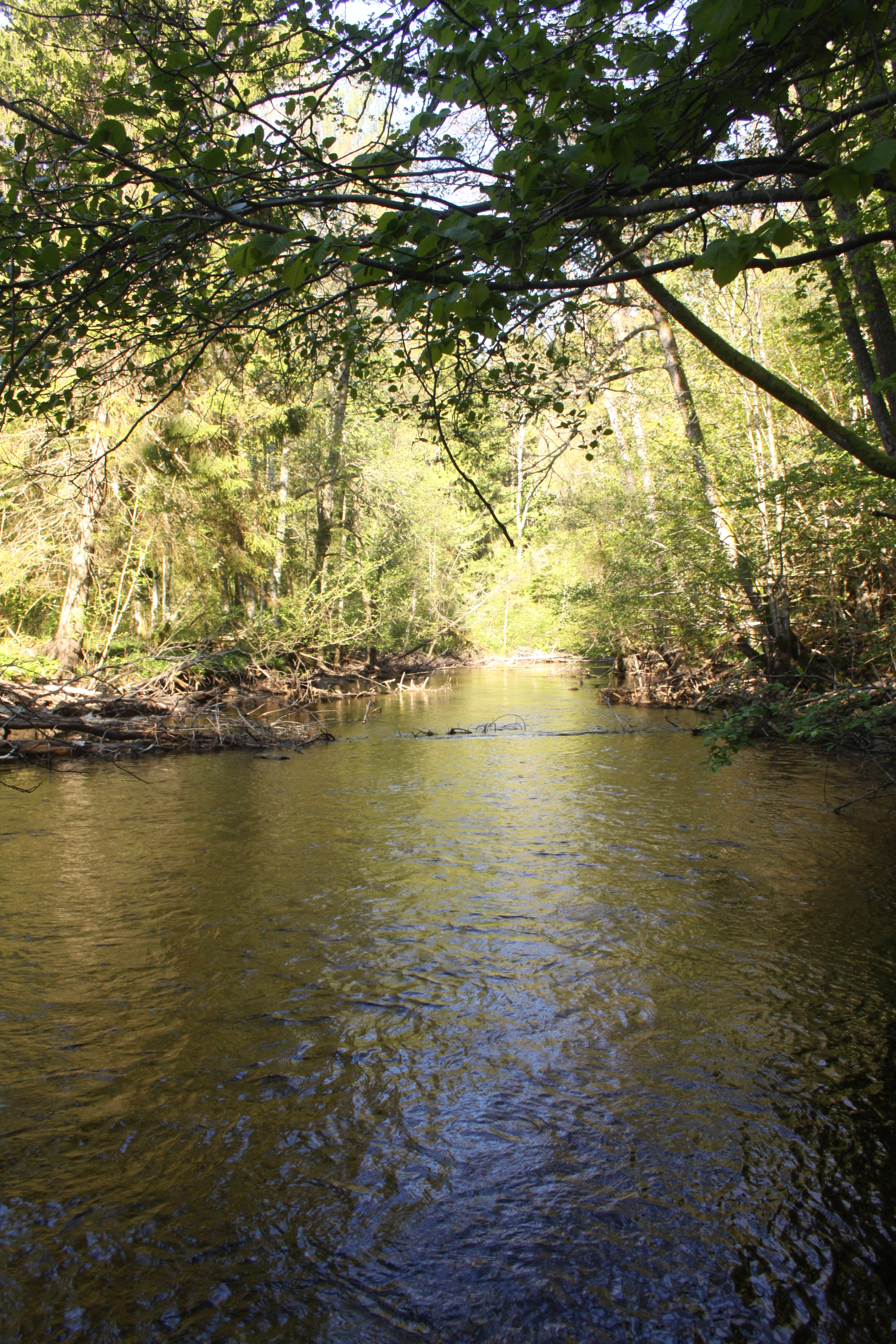
Stenebyälven vid lågt vattenstånd, senvåren 2014.

Stenebyälven är ett ca 10 km långt vattendrag i Bengtsfors kommun, som sträcker sig mellan sjöarna Iväg i söder till Laxsjön i norr.

## Historia
Stenebyälven forsade under istiden söderut under fronten av inlandsisen och svepte med sig stora mängder sten, grus och slam som sedan kom att bilda Ivägsåsen och Ödskölts moar vid sjön Iväg.  Denna kraft slipade även ned det kringliggande berget och gav upphov till naturminnen som vi idag kallar jättegrytor. Jättegrytorna är svarvade hål i berget av varierande storlek där den största i området, ”Ingegerds Kammare”, uppmäter 11 meter i diameter och är 7 meter djup. Området med jättegrytor längs älven är sedan 1968 inrättat i Steneby naturreservat. Efter bildandet av Ivägsåsen hade en landhöjning blivit resultatet och Stenebyälven bytte därefter riktning från söder till att idag rinna åt norr, vilket den är en av få älvar i Sverige som gör. Därmed knyter den ihop de större sjöarna Iväg, Grann och Vångsjön med det större vattenområdet, Upperudsälven, som Dalslands kanal är en del av.

## Människan och älven
En viktig funktion som älven fyllde på slutet av 1800--talet och början av 1900-talet var transport, främst av timmer som användes vid Billingsfors sågverk vid utloppet till Laxsjön. Idag är Stenebyälven kraftigt reglerad genom det vattenkraftverk som byggdes 1931, strax nedanför inloppet vid sjön Iväg. Trots sin litenhet med en fallhöjd på cirka 6 meter och en årlig elproduktion på ca 1,85 GWh har vattenkraftverket haft en avsevärd påverkan på älvens flora, fauna och strömhastighet som i medeltal idag ligger på 3 kubikmeter/sekund. Den drygt milslånga sträckan är numera populär för kajakpaddlare.

## Ekologi
Stenebyälven har till följd av inlandsisens framfart, regleringen uppströms och den orörda naturen längs dess stränder fått en speciell ekologi. Vattnet är kristallklart, något som bergarterna i området tillsammans med kraftstationen gett upphov till. Det grus som bildats filtrerar vattnet samtidigt som den långsamma strömhastigheten gör att partiklar i vattnet i större omfattning och i snabbare takt kan sedimentera. Det klara vattnet har gett en utmärkt förutsättning för flodpärlmusslan (Margaritifera margaritifera) och är tjänligt som dricksvatten.
I och med att kraftstationen inte har någon som helst genomsläppning för fisk har det bildats en mycket säregen population av öring (Salmo trutta) som tillbringar hela sitt liv i älven.
Den orörda naturen som gett upphov till mycket död ved i älven ger öringen många revir och gömslen från varandra och den glupska gäddan (Esox lucius). I grenverket på de fallna träden bildas även goda platser för mindre vattenlevande djur att söka skydd och föda. Mängden gädda är omfattande varpå öringen har kommit att bli väldigt skygg för att överleva och håller delvis till i de delar av älven där strömhastigheten är högre, exempelvis strax nedanför kraftstationen. Detta gynnar tillväxten av flodpärlmusslan som är helt beroende av att det finns ett bestånd av öring. Anledningen till detta är att flodpärlmusslans larver hakar fast i öringens gälar och parasiterar där i ca 1 år innan de släpper taget och sjunker till botten, redo att utvecklas till nya musslor.